# Silvia Salvatici
Silvia Salvatici (Firenze, 1967) è una storica italiana, professoressa ordinaria di storia contemporanea all'Università degli Studi di Firenze.

## Biografia
Laureatasi presso l'Università di Firenze nel 1992, ha fatto ricerca presso l'Università di San Marino, L'Orientale di Napoli, la Potsdam Universität, l'Università di Firenze e l'Università di Teramo. Si è occupata di problematiche di genere in Albania (1998-1999) e della creazione dell'archivio per la memoria della guerra in Kosovo (1999-2001) per conto dell'Organizzazione internazionale per le migrazioni. Ha insegnato a Trieste.
Professoressa associata di Storia contemporanea presso l'Università degli Studi di Milano., dove ha insegnato Storia della radio e della televisione, dopo aver ottenuto un Advanced Grant del Consiglio Europeo della Ricerca (ERC) dal novembre 2021 è professoressa ordinaria di storia contemporanea presso l'Università di Firenze.
È nota al grande pubblico grazie ai programmi televisivi RAI3 Il tempo e la storia e Passato e presente, dei quali è ospite ricorrente e membro del comitato scientifico. Si occupa di storia delle donne e di genere, diritti umani e rifugiati.

## Opere

### Monografie
- Silvia Salvatici (a cura di), Storia delle donne nell'Italia contemporanea, Roma, Carocci, 2022.
- A History of Humanitarianism: In the Name of Others, Manchester, Manchester University Press, 2019.
- Nel nome degli altri. Storia dell'umanitarismo internazionale, Bologna, Il Mulino, 2015
- Senza casa e senza paese. Profughi europei nel secondo dopoguerra, Bologna, Il Mulino, 2008
- Contadine dell'Italia fascista: presenze, ruoli, immagini, Torino, Rosenberg & Sellier, 2000
- con Anna Scattigno, In una stagione diversa. Le donne del Consiglio Comunale di Firenze dal 1946 al 1960, Firenze, Comune di Firenze, 1998

### Saggi
- Al servizio dei consumatori. I lavoratori e le lavoratrici dei grandi magazzini, in Stefano Cavazza, Emanuela Scarpellini (a cura di), Il secolo dei consumi. Dinamiche sociali nell'Italia del Novecento, Roma, Carocci, 2006, pp. 117-140
- Uomini e donne sulla pubblica scena, in Giovanni De Luna, Gabriele D'Autilia, Luca Criscenti (a cura di), L'Italia del Novecento. Le fotografie e la storia, vol. III L'Italia in posa, Torino, Einaudi, 2006, pp. 147-204
- Diritti politici e diritti umani: le profughe, in Giovanna Fiume (a cura di), Donne, diritti, democrazia, Roma, XL edizioni, 2007, pp. 61-82
- Donne e diritti umani, in Diritti umani. Cultura dei diritti e dignità della persona nell'epoca della globalizzazione, Atlante vol. I, I soggetti e i temi, direzione scientifica di Marcello Flores, Torino, Utet, 2007, pp. 314-357
- Public Memory, Gender and National Identity in Post-War Kosovo: The Albanian Community, in Paula Hamilton, Linda Shopes (eds), Oral History and Public Memories, Philadelphia, Temple University Press, 2008, pp. 115-133
- Le displaced persons: un nuovo soggetto collettivo, in Guido Crainz, Raoul Pupo, Silvia Salvatici (a cura di), Naufraghi della pace. Il 1945, i profughi e le memorie divise d'Europa, Roma, Donzelli, 2008, pp. 91-110
- Le Gouvernement anglais et les femmes réfugiées d'Europe après la Deuxième guerre mondiale, in Le Mouvement Social, n. 225, Octobre-Décembre, 2008, pp. 53-64
- World history e storia delle donne: un incontro mancato?, in Irsifar, Percorsi di storia politica delle donne, «Annale», Milano, Franco Angeli, 2009, pp. 13-24
- Lost Homelands and Reconstructed Homes. Gender and Displacement in post-war Europe, in D. Ceserani, J. Reinisch, J.D. Steinert (eds), Landscape After Battle, Vallentine Mitchell Publishers, London, 2010, pp. 149-162
- From Displaced Persons to Labourers. Allied Employment Policies towards DPs in Post-war West Germany, in Jessica Reinisch, Elizabeth White (eds), The Disentanglement of Populations: Migration, Expulsion and Displacement in Post-War Europe, 1944-1949, London, Palgrave, 2011, pp. 219-22